# Asura nubifascia
Asura nubifascia là một loài bướm đêm thuộc phân họ Arctiinae, họ Erebidae.